# Neobavezni seks
Neobavezni seks je u najširem smislu označava seksualne aktivnosti između dvoje (ili, rjeđe, više ljudi) koje za isključivu svrhu imaju zadovoljavanje seksualnih potreba njihovih sudionika bez ikakvih "dubljih" i dugoročnih motiva, odnosno emocionalnog sadržaja pod kojim se podrazumijevaju ljubavne veze ili drugi oblici intimnih odnosa. "Neobaveznost" takvih odnosa se odlikuje u tome što u svi partneri u njih ulaze slobodnom voljom, kao što na temelju njih nemaju ili ne očekuju nikakve dugoročne posljedice ili obaveze. Kao takav se smatra jednom od karakteristika promiskuitetnog životnog stila. U užem smislu se pod time podrazumijevaju anonimni seks ili tzv. seks za jednu noć,  a u širem smislu bi se pod time mogle podrazumijevati i tzv. povremene veze ili izvanbračni seks.
Većina religija ne odobrava seks izvan braka. Religiozni i nereligiozni ljudi općenito doživljavaju slične osjećaje kada su u pitanju povremeni seksualni odnosi, s većom razlikom u stavovima između muškaraca i žena. U nekim zemljama kao što su Pakistan, Kuvajt, Afganistan bilo kakav oblik seksualne aktivnosti izvan braka je nezakonit.
Istraživanje kulture povremenih odnosa u Sjedinjenim Državama je pokazalo da neobavezan seks ne omogući jačanju odnosa u budućnosti. Na trajanje odnosa utječe uglavnom cilj koji ljudi slijede prilikom ulaska u odnose. Istraživanje seksualnog ponašanja provedeno u Brazilu od 1998. do 2015. godine je pokazalo da se vrhunac neobaveznih veza događa u dobi od 16-24 godine. Postala je uobičajena praksa da ljudi već na prvom sastanku ili susretu otvoreno govore o svojim povremenim seksualnim susretima i osobnim pogledima na tu temu. Drugo istraživanje je pokazalo da su kondomi korišteni u samo 69 od svakih 100 penetrativnih seksualnih susreta.
Globalni podaci od 2007. do 2017. pokazuju da je neobavezan seks među mladima smanjio. Istraživanje iz 2021. je pripisalo ovaj pad smanjenju konzumacije alkohola, povećanju broja videoigara i povećanju udjela mladih koji žive s roditeljima.